# Nenad Žugaj
Nenad Žugaj (Zagabria, 19 aprile 1983) è un lottatore croato, fino al 1991 jugoslavo, specializzato nella lotta greco-romana.

## Biografia
Nato nella capitale croata anche il suo fratello gemello Neven è un lottatore.

## Palmarès
- Mondiali

Mosca 2010: bronzo nella lotta greco-romana 84 kg.
- Europei

Tbilisi 2013: bronzo nella lotta greco-romana 84 kg.
- Giochi del Mediterraneo

Pescara 2009: oro nella lotta greco romana 84 kg.
Mersin 2013: bronzo nella lotta greco romana 84 kg.